# Сольфрід Коанда
Сольфрід Коанда (норв. Solfrid Koanda, нар. 13 листопада 1998, Оулу) — норвезька важкоатлетка, олімпійська чемпіонка 2024 року, чемпіонка світу та Європи.

## Результати
| Рік              | Місце                      | Вага             | Ривок            | Ривок            | Ривок            | Ривок            | Поштовх          | Поштовх          | Поштовх          | Поштовх          | Загалом          | Місце            |
| Рік              | Місце                      | Вага             | 1                | 2                | 3                | Місце            | 1                | 2                | 3                | Місце            | Загалом          | Місце            |
| Олімпійські ігри | Олімпійські ігри           | Олімпійські ігри | Олімпійські ігри | Олімпійські ігри | Олімпійські ігри | Олімпійські ігри | Олімпійські ігри | Олімпійські ігри | Олімпійські ігри | Олімпійські ігри | Олімпійські ігри | Олімпійські ігри |
| ---------------- | -------------------------- | ---------------- | ---------------- | ---------------- | ---------------- | ---------------- | ---------------- | ---------------- | ---------------- | ---------------- | ---------------- | ---------------- |
| 2024             | Париж, Франція             | до 81 кг         | 117              | 121              | 124              | Н/Д              | 148              | 154 OR           | 162              | Н/Д              | 275 OR           | 1                |
| Чемпіонат світу  |                            |                  |                  |                  |                  |                  |                  |                  |                  |                  |                  |                  |
| 2021             | Ташкент, Узбекистан        | до 87 кг         | 98               | 103              | 107              | 7                | 135              | 141              | 142              | 1                | 244              | 3                |
| 2022             | Богота, Колумбія           | до 87 кг         | 108              | 110              | 113              | 1                | 143              | 143              | 147              | 1                | 260              | 1                |
| 2023             | Ер-Ріяд, Саудівська Аравія | до 87 кг         | 115              | 115              | 115              | —                | 140              | 150              | 156              | 1                | —                | —                |
| Чемпіонат Європи |                            |                  |                  |                  |                  |                  |                  |                  |                  |                  |                  |                  |
| 2021             | Москва, Росія              | до 87 кг         | 95               | 100              | 104              | 8                | 125              | 130              | 135              | 3                | 235              | 5                |
| 2022             | Тирана, Албанія            | до 87 кг         | 103              | 107              | 109              | 1                | 133              | 138              | 143              | 1                | 252              | 1                |
| 2023             | Єреван, Вірменія           | до 87 кг         | 110              | 110              | 117              | 1                | 145              | 153              | 155              | 1                | 272              | 1                |
| 2024             | Софія, Болгарія            | до 87 кг         | 114              | 118              | 120              | 1                | 148              | 155              | 160              | 1                | 280              | 1                |